# Бозинта-Маре
Бозинта-Маре (рум. Bozânta Mare) — село у повіті Марамуреш в Румунії. Адміністративно підпорядковане місту Теуцій-Мегереуш.
Село розташоване на відстані 410 км на північний захід від Бухареста, 11 км на захід від Бая-Маре, 96 км на північ від Клуж-Напоки.

## Населення
За даними перепису населення 2002 року у селі проживали 595 осіб, з них 594 особи (99,8%) румунів. Усі жителі села рідною мовою назвали румунську.